# Uthman
Uthman [ʕuθˈmaːn] (arabisch عثمان ʿUthmān; Urdu عثمان Usmān; Hindi उस्मान Usmān; türkisch Osman) ist ein Vorname arabischen Ursprungs. Seine Verbreitung verdankt er ʿUthmān ibn ʿAffān, dem dritten sunnitischen Kalifen. Der Name tritt auch als Familienname auf.

## Namensträger
- Abu Said Uthman I. († 1303), Sultan der Abdalwadiden
- Abu Said Uthman II. (Merinide) († 1331), Sultan der Meriniden
- Abu Said Uthman II. (Abdalwadiden), Abdalwadiden-Herrscher
- Al-Mansur Uthman, Sultan der Mamluken in Ägypten
- Osman I. (1258–1326), Begründer der osmanischen Dynastie und des Osmanischen Reiches
- Uthman (Hafsiden) (vor 1435–1488), Kalif der Hafsiden in Tunesien
- Usman dan Fodio (1754–1817), Begründer und Herrscher des Kalifats von Sokoto in Nigeria

## Schreibweise
Usman ist die traditionelle deutsche Schreibweise, die aber die arabische Aussprache nur unvollkommen wiedergibt. Weitere Schreibweisen sind auch Othman, Osman und selten Otman.

## Nebenformen
- Afrikaans: Oethmaan
- Albanisch: Osman, Osmani, Osmon, Osmoni, Uthman, Uthmani
- Bambara: Usman, Sumana
- Bosnisch: Osman, Osmica, Osmo, Oso
- Englisch: Ottoman
- Hausa: Usumānu, Usumān
- Inguschisch: Ӏусман ('Usman)
- Krimtatarisch: Osman (Осман)
- Kumükisch: Осман (Osman)
- Nordaserbaidschanisch: Osman (Осман)
- Persisch: عثمان (Usmān)
- Somalisch: Cusmaan, Cismaan
- Südaserbaidschanisch عثمان (Osman)
- Swahili: Uthumani, Athumani
- Tadschikisch: Усмон (Usmon)
- Tatarisch: Ğosman (Госман), Ğusman (Гусман)
- Tschetschenisch: Ӏусман ('Usman)
- Osmanisch-Türkisch: عثمان (Osman)
- Türkisch seit 1928: Osman
- Urdu عثمان (Usmān)
- Usbekisch: Usman (Усмон)
- Westafrikanisch: Ousman/Ousmane

## Aussprache
Der Name beginnt im Arabischen, wie jedes arabische Wort, mit einem Konsonanten, der aber im Deutschen, wenn es sich um Hamza oder ʿAin handelt, meist nicht geschrieben wird. In diesem Fall handelt es sich um ʿAin, unverbunden ع geschrieben, der ein stimmhafter Kehlpresslaut [⁠ʕ⁠] und für gewöhnliche Deutsche schwer zu artikulieren ist. Er verdunkelt jeden nachfolgenden Vokal in Richtung „a“, daher auch die Schreibung „o“, die etwa der Aussprache des Phonems „u“ nach ʿAin entspricht. Dennoch wird in der Lautschrift meist [u] geschrieben.
Das ث „th“ („Ti-Eitsch“) wird bei korrekter hocharabischer Aussprache stimmlos [⁠θ⁠] ausgesprochen. In den meisten arabischen Dialekten fehlt heute dieses stimmlose „th“, da es lautgesetzlich meist zu „t“ wird. Nur bei Buchwörtern ersetzen die meisten Arabischsprachigen dieses „th“ durch „s“, ähnlich wie das viele Deutsche im Englischen tun. Die Aussprache mit „t“ ist aber kaum verbreitet, was darauf schließen lässt, dass der Name lange Zeit unter Arabern kaum gebräuchlich war. Das Wort ottomanisch für osmanisch im Deutschen hat dagegen die Aussprache als „t“ erhalten.
Das „a“ ist bei korrekter arabischer Aussprache lang zu sprechen und trägt für gewöhnlich den Druck-Akzent des Wortes. Die korrekte arabische Aussprache ist somit [ʕuθˈmaːn] oder [ʕɔθˈmaːn].
Im Türkischen gibt es kein „th“, und der Name wird „Osman“ geschrieben und gesprochen.